# Arthur Casagrande
Arthur Casagrande (Haidenschaft, então Áustria, 28 de agosto de 1902 — Boston, 6 de setembro de 1981) foi um engenheiro civil austro-estadunidense.

## Vida
Filho de portugueses, foi considerado um dos fundadores da engenharia geotécnica e o grande mentor da Sociedade Internacional de Mecânica dos Solos e Engenharia Geotecnica (antiga International Society for Soil Mechanics and Foundation Engineering atual International Society for Soil Mechanics and Geotechnical Engineering). O primeiro congresso internacional de Mecânica dos Solos ocorreu, por sua iniciativa, em Harvard,em 1936, com 206 participantes vindo de 20 países. À época poucos acreditavam na iniciativa de Casagrande pois não percebiam as necessidades do surgimento dessa nova área de conhecimento. Karl von Terzaghi foi o primeiro Presidente da ISSMGE de 1936 a 1951. Casagrande criou o Sistema Unificado de classificação de solos (SUCS) na década de 1930 e, posteriormente, ele o adaptou para construção de aeroportos num esforço de guerra, quando deu um curso para as forças armadas norte-americanas que desejam um sistema simples, prático e de fácil uso para construção de aeroportos no seus esforços de guerra, por esse motivo esse sistema de classificação é também conhecido como sistema de aeroportos. Padronizou alguns ensaios de solos efetuados por Atterberg e para isso criou o aparelho para ensaio de determinação de limite de liquidez em solos que leva o seu nome. Efetuou  estudos em praticamente todas as áreas da mecânica dos solos destacando-se classificação dos solos, percolação e liquefação do solo estudos de barragens e vários outros.